# 契罕

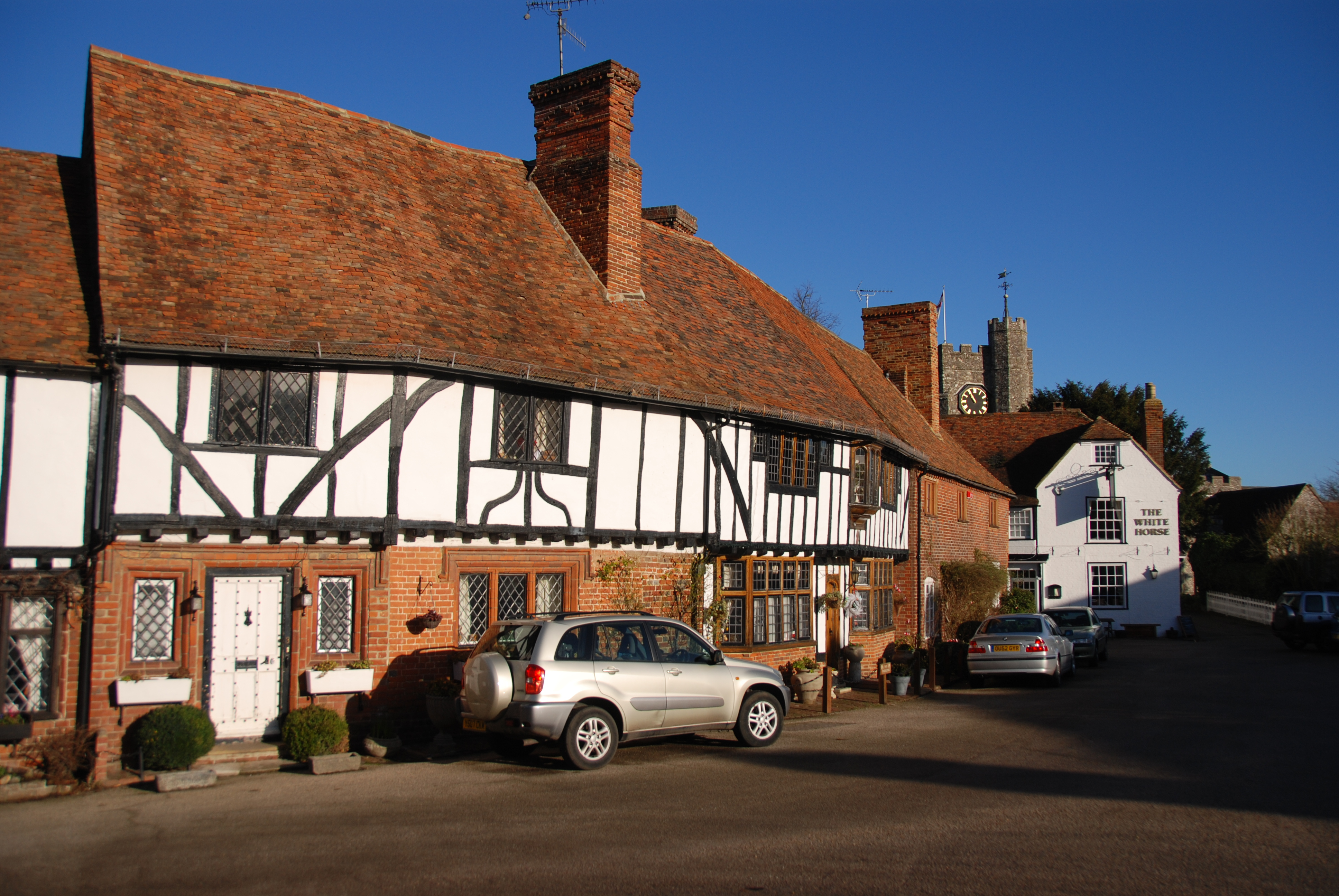
契罕

契罕（英語：Chilham）是英國肯特郡中一個以務農為主的村莊和教區。中心地帶保存完好的道路以及古典的建築物使其常成為電視劇和電影取景的地點。

## 簡介
本地最古老的建築可以追溯到1742年。當地的城堡由Viscounts Massereene和Ferrard擁有，直到1997年被出售。從2013年起，它被轉手於傳播博彩的創始人Stuart Wheeler。
許多電影、電視劇在此村莊取景，例如2009年的BBC版《艾瑪》。